# 강윤성
강윤성(康允成, ? - 1358년 12월)은 고려 말기의 문신이다. 본관은 곡산으로 강지연의 7세손이자 조선 태조 이성계의 계비 신덕왕후 강씨의 친정아버지였다.
무안대군, 의안대군의 외할아버지이며, 남이의 무옥에 연루되어 처형된 영의정 강순의 증조부였다. 관직은 고려에서 문하찬성사에 이르렀고, 사후 조선 건국 후에 증 영돈녕부사 상산부원군에 추증되었다. 시호는 문정이다.

## 생애
삼중대광 상산부원군 강서(康庶)의 아들이었다. 그의 집안은 고려 태조 왕건의 외가로, 강호경과 강충으로 이들은 고려 태조 왕건의 외가쪽 선조였다. 강호경은 그의 20대조, 강충은 그의 19대조가 된다. 강충의 셋째 아들 강보전의 후손으로 그의 8대조 인 고려 고종 때의 문하시중 신성부원군(信城府院君) 강지연(康之淵)의 대에 다시 가문을 일으켰다.
강윤성은 고려 충혜왕 때 문과에 급제, 한림학사, 이부시랑 등을 거쳐 광정대부 판삼사사 등을 거쳐 1343년 4월 문하찬성사에 이르렀다. 그의 대에 집안을 곡산의 벌열 가문으로 일으켰고, 이성계는 그의 부를 배경으로 정략결혼을 하였다.
1357년 8월 채하중의 역모 사건에 연루되어 동생 판도판서 강윤휘, 사위 신귀, 강찬 등과 함께 형문을 받고 곤장을 맞은 뒤 유배되었다. 유배에서 풀려났으나 고문의 후유증으로 1359년 1월 13일 사망하였다. 일설에는 1358년 12월에 참형을 당했다는 설도 있다.
사후 1392년 조선이 건국되면서 증 보국숭록대부 영돈녕부사 경안백 상산부원군에 추증되었다. 묘소는 덕원군 남면 적전사(赤田社) 와우동 자좌에 있다.
1399년(태조 7) 3월에 묘에 표석을 세웠다.

## 이성계 가문과 겹사돈 관계
딸 신덕왕후가 후일 조선 태조가 되는 이성계와 결혼하였는데, 강윤성의 동생 강윤충(康允忠)은 이성계의 사촌매형이자 백부 이자흥의 사위(이자춘의 형)였다. 또한 강윤휘(康允暉)의 아들 상장군 강우(康祐)도 태조의 백부이자, 이자춘의 형 이자흥의 사위로, 그의 집안은 이성계 가문과 이중 겹사돈이 된다.

## 가족 관계
- 증조부 : 강득함(康得咸, 강지연의 4세손)
  - 할아버지 : 강숙재(康淑才)
    - 아버지 : 상산백 강서(康庶)
      - 형님 : 강윤귀(康允貴)
      - 동생 : 강윤충(康允忠) - 태조의 사촌매형, 백부 이자춘의 형 이자흥의 사위
      - 동생 : 강윤의(康允誼)
      - 동생 : 강윤휘(康允暉)
        - 조카 : 강영(康永)
        - 조카 : 강우(康祐)

      - 동생 : 강윤부(康允富)
      - 부인 : 증 진산부부인 진주강씨(晉山府夫人 晉州姜氏, ? - ?) - 강은(姜誾)의 딸
        - 장남 : 강득룡(康得龍)
        - 차남 : 강순룡(康舜龍)
        - 심남 : 강계권(康繼權, ? ~ 1413년)
        - 사남 : 강유권(康有權)
          - 손녀 : 이상항(李尙恒)에게 출가

        - 장녀 : 신귀(辛貴)의 처
        - 차녀 : 신덕왕후 - 태조의 계비
          - 외손자 : 무안대군
          - 외손자 : 의안대군
          - 외손녀 : 경순공주

## 같이 보기
| - 강조 - 신덕왕후 - 태조 이성계 - 무안대군 - 의안대군 - 경순공주 - 이제 - 강호경 - 강충 | - 태종 이방원 - 환조 - 이춘 - 강조의 정변 - 남이의 무옥 - 강순 - 남이 |

## 기타
- 세종, 세조 때의 정승 강순은 그의 증손자였다. 강순은 남이의 옥사에 연루되어 가산이 적몰되고 처형당했다.
- 태종 이방원에 의해 무안대군, 의안대군 등이 참살당하고 신덕왕후의 친정 역시 화를 당하면서 그의 조카 중 한명은 제주도로 피신한다.

## 참고 문헌
- 고려사
- 태조실록(조선)